# 小河泉水神社
小河泉水神社（おがわいずみすいじんじゃ）は、静岡県駿東郡清水町湯川にある神社。「小川泉水神社」と表記されることもある。

## 概要
清水町の中央、狩野川に柿田川が合流する手前の東岸、戸倉城跡・本城山公園の対岸に鎮座している。
創建は不詳だが、同名の式内社である小河泉水神社（おがわいずみじんじゃ）に比定され、『伊豆国神階帳』にも「従四位上 小河泉明神」と記されている古社である。
江戸時代には熊野神社として鎮座しており、明治入って現社名に改名した後も、祭神は熊野那智大社の祭神である熊野夫須美之命を祀るなど、その性格を残している。
明治8年（1875年）に村社に列する。

## 祭神
- 熊野夫須美之命